# كارل مارتن (موسيقي)
كارل مارتن (بالإنجليزية: Carl Martin)‏ هو موسيقي ومغني أمريكي، ولد في 1 أبريل 1906، وتوفي في 10 مايو 1979.

## وصلات خارجية
- كارل مارتن على موقع ميوزك برينز (الإنجليزية)
- كارل مارتن على موقع أول ميوزيك (الإنجليزية)
- كارل مارتن على موقع ديسكوغز (الإنجليزية)